# Maccaffertium flaveolum
Maccaffertium flaveolum is een haft uit de familie Heptageniidae. De wetenschappelijke naam van de soort is voor het eerst geldig gepubliceerd in 1843 door Pictet.
De soort komt voor in het Nearctisch gebied.